# Vernashen
Vernashen är en ort i Armenien.   Den ligger i provinsen Vajots Dzor, i den sydöstra delen av landet, 80 kilometer sydost om huvudstaden Jerevan. Vernashen ligger 1 543 meter över havet och antalet invånare är 1 162.
Terrängen runt Vernashen är huvudsakligen kuperad, men norrut är den bergig. Närmaste större samhälle är Yeghegnadzor, 4,1 kilometer sydväst om Vernashen. 
Trakten runt Vernashen består i huvudsak av gräsmarker. Runt Vernashen är det ganska glesbefolkat, med 28 invånare per kvadratkilometer.